# 진타이구
진타이구(한국어: 금태구, 중국어: 金台区, 병음: Jīntái Qū)는 중화인민공화국 산시성 바오지시의 현급 행정구역이다. 넓이는 332km2이고, 인구는 2007년 기준으로 370,000명이다.

## 행정 구역
7개 가도, 2개 진, 3개 향을 관할한다.
- 가도: 山东路街道, 西关街道, 中山西路街道, 群众路街道, 店子街街道, 东风路街道, 十里铺街道.
- 진: 陈仓镇, 蟠龙镇.
- 향: 陵原乡, 金河乡, 硖石乡.